# 森みゆき
森 みゆき（もり みゆき、本名:徳永 深雪、1961年12月4日 - ）は、日本の歌手、タレント。NHK「おかあさんといっしょ」第15代うたのおねえさんとして知られる。佐賀県佐賀市出身。血液型はA型。身長163cm。
共演のうたのおにいさんは最初の2年間は第6代目の林アキラ、後半の2年間は第7代目の坂田おさむ。共演のたいそうのおにいさんは第8代目の瀬戸口清文（同時に卒業）。身体表現のおねえさんは初代の馮智英。

## 経歴
- 小学生・中学生・高校生時代通して、NHK全国学校音楽コンクール出場するなど活躍[1]。
- 1980年（昭和55年）:佐賀県立佐賀西高等学校卒業し、国立音楽大学音楽学部声楽科に入学[1]。
- 1983年（昭和58年）:大学在学中の同年4月より、NHK「おかあさんといっしょ」第15代うたのおねえさんに就任[1]。
- 1984年（昭和59年）:国立音楽大学を卒業。
- 1987年（昭和62年）:同年3月をもって、うたのおねえさんを卒業。
- 1998年（平成10年）に結婚。アメリカ合衆国へ移住。
- 2009年（平成21年）7月24日：第7代うたのおにいさんの坂田おさむと共に、「おかあさんといっしょ 50周年特集」にゲスト出演。
- 2019年（令和元年）8月12日：第14代うたのおねえさんのしゅうさえこ、第18代うたのおねえさんのつのだりょうこ、第19代うたのおねえさんのはいだしょうこと共に、「おかあさんといっしょ 60年スペシャル」にゲスト出演。

## おかあさんといっしょ　ファミリーコンサート
| 公演   | タイトル              | 出演者（一部を除く） |
| ------ | --------------------- | --- |
| 1990年 | げんき♥元気           | 坂田おさむ、神崎ゆう子、天野勝弘、馮智英、古今亭志ん輔 じゃじゃまる、ぴっころ、ぽろり 林アキラ、森みゆき ゴロンタ、トムトム、チャムチャム ブンブン、つねきち、ごじゃえもん ブー、フー、ウー |
| 1999年 | 40周年 うたのパーティ | 杉田あきひろ、つのだりょうこ、佐藤弘道、タリキヨコ スプー、みど、ふぁど、れっしー、空男 眞理ヨシコ、しゅうさえこ、森みゆき 坂田おさむ、神崎ゆう子、速水けんたろう、茂森あゆみ               |

## 主要作品
- 小さな祈り ～Dear Children～ （BMGビクター） - デビュー10周年記念アルバム
- Love your life - デビュー20周年記念ミニアルバム

### みんなのうた
これまで以下の4曲が放送された。
1. 『いろはまつり』（1987年12月・1988年1月放送）[2]：ひばり児童合唱団と共に歌唱。作詞・作曲・長島由佳、編曲・若松正司。映像は大井文雄のアニメ。いろは歌を題材にした楽曲だが、いろは歌とは区切りが異なる。
2. 『チチンプイプイ』（1989年4月・5月放送）[3]：東京放送児童合唱団と共に歌唱。作詞・作曲も担当、編曲・塚山エリコ。映像は加藤晃のアニメと実写映像で、実写パートでは森みゆき自身も出演した。魔法使いが子供達の好きなものに変身する楽曲。
3. 『思い出・おにぎり（おもいで・おにぎり）』（1992年12月・1993年1月放送）[4]：ソロで初歌唱。作詞・齋藤壽正、補作詞・原真弓、作曲・編曲・服部隆之。映像は林静一のアニメ。青年の思い出に残ったおにぎりを歌にしている。
4. 『日傘の詩（ひがさのうた）』（1997年8月・9月放送）[5]：ソロで歌唱。作詞・作曲・編曲・祭川世人。映像は中島潔のイラスト。CD未発売。真夏に外出した時に母親が使っていた日傘の思い出を歌っている。2024年現在、この曲が最後の「みんなのうた」出演となっている。

## その他
- ヤマハ音楽教室教材　グループレッスン　幼児科教材　旧ぷらいまりー(1987年版)  CD(歌唱)
- ヤマハ音楽教室教材　グループレッスン　幼児科教材　旧ぷらいまりー(1996年版)2 CD(歌唱)
- ヤマハ音楽教室教材　グループレッスン　幼児科教材　旧ぷらいまりー(1996年版)4　VHS,DVD(歌唱)
- ヤマハ音楽教室教材　グループレッスン　ジュニア科教材　レパートリーブック・ソルフェージュブック　CD(歌唱)
- ヤマハ音楽教室教材　グループレッスン　ジュニア科教材　じゅにあ3　CD(歌唱)
- ヤマハ音楽教室教材　グループレッスン　児童科教材　みゅーじっくふれんど1,4　CD(歌唱)
- ヤマハ音楽教室教材　個人レッスン　　ピアノスタディ2~4　CD(歌唱)
- カワイ音楽教室教材　グループレッスン　クーちゃんランド教材　クーちゃんとあそぼ,クーちゃんこれなあに?,クーちゃんだれだ? CD(歌唱)
- カワイ音楽教室教材　グループレッスン　すくすくランド教材　すくすくランド　CD(歌唱)
- カワイ音楽教室教材　グループレッスン　うたおうペロくん CD(歌唱)